# ロートレアモン伯爵

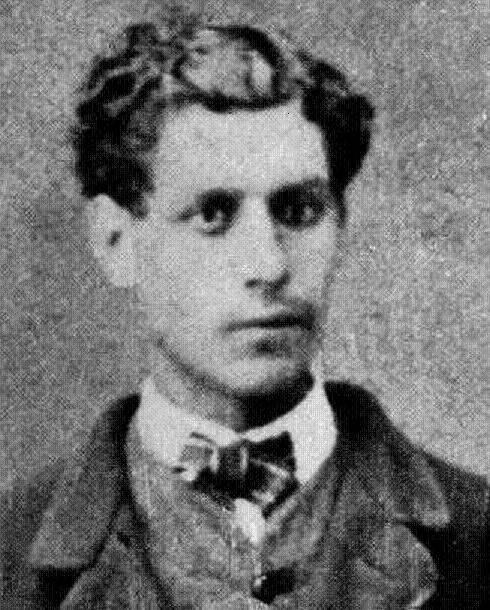
ロートレアモン伯爵

ロートレアモン伯爵（Le Comte de Lautréamont, 1846年4月4日 - 1870年11月24日）は、フランスの詩人、作家。
後のシュルレアリスト達に大きな影響を与えた。

## 人物
本名はイジドール・リュシアン・デュカス（Isidore Lucien Ducasse）。1846年、ウルグアイのモンテビデオで、父フランソワと母ジャケットの間に生まれる。父フランソワはフランスから1839年に移住し、現地のフランス領事館の書記官として働いていたが、のちに副領事にまで出世する。母ジャケットはフランソワから数年遅れてウルグアイに移住するが、イジドールを出産後ほどなく死去している。母の死因は自殺とも言われたが、詳細は不明のままである。モンテビデオで少年時代を過ごしたイジドールは、両親の出身地であるタルブ及びポーのリセにて学生生活を送るため、13歳で初めてフランスの地を踏む。モンテビデオ時代のイジドールは、フランス語だけでなくスペイン語も巧みに話していたとされる。
リセを卒業後、1867年に一時ウルグアイの父の元に身を寄せていたが、作家を志しパリへと上京する。1868年に、彼の名を後世に残すこととなる『マルドロールの歌・第一歌』を匿名（「***」と表記されていた）で製作した。ただし印刷されただけで発売はされず、ほとんど人目に触れず、雑誌「ジュネス」5月号に書評が掲載されたのが唯一の反響だった。
同年に、ボルドーの文筆家エヴァリスト・カランスによって開かれた詩のコンクール「魂の芳香」に応募。その後、若干の差違(一部テクストの書き換え)を含むものの、ほぼ同じ形の第一の歌が掲載された。
翌1869年に完成した六歌からなる「マルドロールの歌」を印刷費用400フラン全てを自己負担し、「ロートレアモン伯爵」名義で出版しようとしたところ、出版社だったラクロワ社はこの過激な内容では当局による発禁勧告は必至と二の足を踏み、結局出版は中止となってしまった。彼はボードレールの『悪の華』を出版した実績のあるプーレ＝マラシに、ベルギーとスイスでの出版を依頼したが、これも結局実現しなかった。
「ロートレアモン」の名はフランスのゴシック作家ウジェーヌ・シューによる1837年の作品『ラトレオーモン』（Latréaumont）に由来すると言われている。筆名を「ラトレオーモン伯爵」としようとしたが、印刷所の誤植によって「ロートレアモン（Lautréamont）伯爵」となってしまったとする説が今日有力である。「伯爵」を称しているが、デュカス家は貴族の家系ではない。また「デュカス (Du Casse)」とはフランス南部のオック語で「樫の (Du Chêne) 」を意味する。
1870年4月に今度は本名イジドール・デュカス名義で断章集『ポエジー』を立て続けに執筆し、なんとか出版にこぎつける。しかし6月に第2集を出版した直後、居住先のホテルで謎の死を遂げた。24歳没。自殺説はもちろん、政治運動に関わっていたが故の暗殺説もあるが、当時は普仏戦争のプロシア軍によるパリ包囲の真っ最中で、研究者の間では混乱の中の食糧不足と疫病の流行が死の要因となったのではないかという推測が有力である。
遺体は現在のモンマルトルの墓地に収容されたが、後に行われた区画整理の際に行方が分からなくなってしまっている。

## 死後の名声
こうして、イジドール・デュカスは「マルドロールの歌」「ポエジー」という二つの作品を残し、文学的にも社会的にもほぼ無名のまま人生を終えた。しかし彼の死後には文学を志す若き作家や詩人たちを中心に読まれ、その後の文学に大きな影響を与える事になる。彼の死後早くにその才能に言及した者にはレミ・ド・グールモンやレオン・ブロワ(fr:Léon Bloy)がいるが、彼らと同時代にはまずベルギーの若き文学者らによって「ロートレアモン」が「発掘」され（1870年代以降のことである）、アルフレッド・ジャリやメーテルリンクなどに影響を与える。さらに、20世紀に入ってからは作品が書かれた言語圏であるところのフランスでも再評価が起こり、アンドレ・ブルトンやフィリップ・スーポーによって「マルドロールの歌」「ポエジー」が再発表され、特にシュルレアリスム文学に大きな影響を与えている。
ロートレアモンを語る際の常套句として知られる「解剖台の上での、ミシンと雨傘との偶発的な出会い（のように美しい）」はこの運動における言及で広く知られるようになったとも言われるが、これは後世の研究によって当時モンテビデオの企業・個人名鑑の広告欄に載っていたものの組み合わせであるとされた。
シュルレアリスムの鎮静化後は、さらに時代を下ってフィリップ・ソレルスやジュリア・クリステヴァなどのテルケル派にも注目されることになった。
しかしそうした死後の盛んな研究にもかかわらず長きにわたってロートレアモンに関する資料はほぼ皆無の状態で、「伝記のない詩人」「顔のない詩人」（写真が発見されなかった時代には、サルバドール・ダリなどが独自に想像図を描いていた）とも言われてきたが、1970年代以降ジャン＝ジャック・ルフレールらの研究によって肖像写真や自筆の書簡が発見されるなど、この詩人の生涯は今日徐々に明らかにされつつある。

## 作品
- 「マルドロールの歌」1868年、1869年発表

第一から第六の歌からなる作品。登場人物（作中では物語の書き手としても描かれる）であるマルドロールを中心に繰り広げられる物語。しかしマルドロールに関する描写や物語の舞台となる場所など、常に変化し首尾一貫したものではない。またマルドロールは多くの場面において変身を繰り返す。フランスのノーベル賞作家ル・クレジオはこの点に注目し、評論を執筆している。マルドロールは物語の中で繰り返す残虐な行為の数々から悪の化身と言っても過言ではない。
なお、第一の歌は出版事情から三つの版が存在する。
- 「ポエジー」1870年発表

第一集、第二集が出版された。第二集では特にパスカル、ラ・ロシュフーコー、ヴォーヴナルグなどの「箴言」や名句などを「剽窃」の手法によって書き換えている（この技法の研究についてはジャン＝リュック・エニグ『剽窃の弁明』に詳しい）。「マルドロールの歌」がその過激な内容から発売を差し控えられたことを考慮し、デュカスは自らの出版者に宛てた手紙の中で「（「マルドロールの歌」で描かれた）悪を善の方向へ修正する」と書いていることからも、実際に店頭に並ぶように苦心した事が窺われる。

## 日本語訳
- 『マルドロオルの歌』青柳瑞穂訳 椎の木社 1933／青磁社 1947／駒井哲郎画 木馬社 1952
  - 『ロオトレアモン詩集』青柳瑞穂訳 ほるぷ出版 1982
  - 『マルドロオルの歌』講談社文芸文庫 1994
- 『ロートレアモン全集 マルドロオルの歌』全3巻、栗田勇訳 ユリイカ 1957-1958
  - 『ロートレアモン全集』全1巻、栗田勇訳 人文書院 1968
  - 『マルドロールの歌』栗田勇訳 角川文庫 1980、改版1992
- 『ロートレアモン詩集』渡辺広士編訳 思潮社 1968
  - 『ロートレアモン全集』渡辺広士訳 思潮社 1969
- 『ロートレアモン伯爵 イジドール・デュカス全集』全1巻、豊崎光一訳 白水社 1989
- 『マルドロールの歌』藤井寛訳 福武文庫 1991
- 『マルドロールの歌』前川嘉男訳 集英社文庫 1991
- 『ロートレアモン全集 イジドール・デュカス』石井洋二郎訳 筑摩書房 2001／ちくま文庫 2005

## 研究・論考
- ガストン・バシュラール『ロートレアモンの世界』平井照敏訳、思潮社 1965年。改題『ロートレアモン』1984年
- モーリス・ブランショ『ロートレアモンとサド』小浜俊郎訳、国文社 1970年
- ル・クレジオ『来るべきロートレアモン』豊崎光一訳、朝日出版社、1980年
- フィリップ・ソレルス, Logiques
- アンドレ・ブルトン『黒いユーモア選集』河出文庫 新版2007年
- レイラ・ペロネ=モイセス／エミール・ロドリゲス・モネガル『ロートレアモンと文化的アイデンティティー　イジドール・デュカスにおける文化的二重性と二言語併用』寺本成彦訳、水声社 2011年
- 出口裕弘『ロートレアモンのパリ』筑摩書房 1983年
  - 『帝政パリと詩人たち　ボードレール・ロートレアモン・ランボー』河出書房新社、1999年。増補版
- 前川嘉男『ロートレアモン論』国書刊行会、2007年
- 石井洋二郎『ロートレアモン―越境と創造』筑摩書房、2008年
- 吉本隆明『書物の解体学』。作家論でロートレアモンに関する一章がある（中公文庫・講談社文芸文庫ほか）。

※フランス語その他、日本語訳のない論文については、フランス語版Wikipediaを参照。